# Bronschhofen
Bronschhofen is een plaats en voormalige gemeente in het Zwitserse kanton Sankt Gallen en maakt deel uit van het district Wil. Bronschhofen telt 4519 inwoners.

## Geschiedenis
Op 1 januari 2013 werd de gemeente opgeheven en ging Bronschhofen op in de gemeente Wil.

## Geboren
- Paul Fässler (1901-1983), Zwitsers voetballer

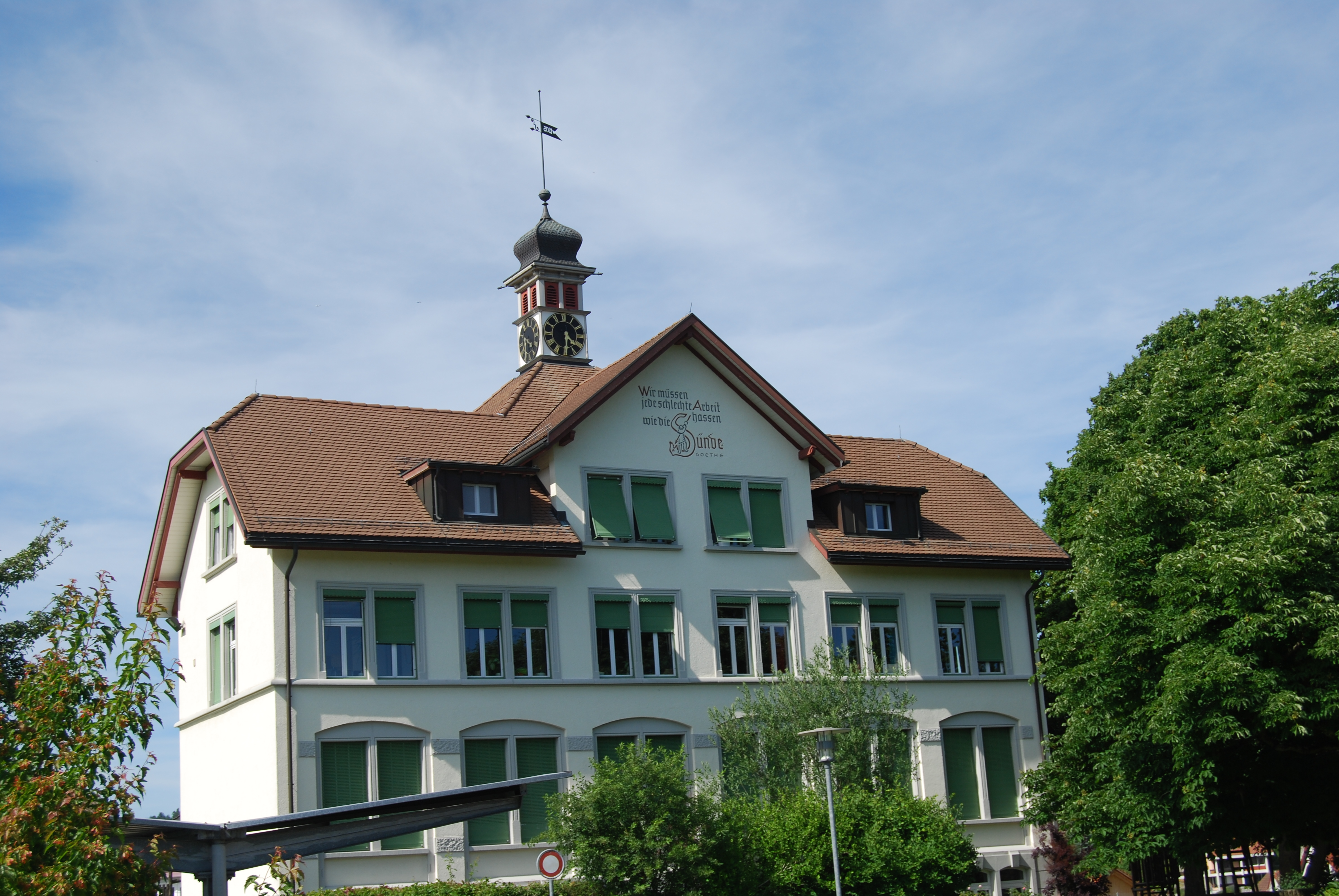
De oude school van Bronschhofen

- Gemeinsame Normdatei: 4680574-6
- Historisch woordenboek van Zwitserland: 001399
- Virtual International Authority File: 143753604
- WorldCat: E39PBJfX4JDQJyvTPhdKYRDH4q